# Bitwa pod Czirikowem
Bitwa pod Czirikowem – starcie zbrojne, które miało miejsce 29 września 1812 roku podczas wojen napoleońskich.
Po opanowaniu Moskwy Napoleon postanowił zniszczyć armię Kutuzowa koncentrycznym uderzeniem z jednej strony awangardy Wielkiej Armii dowodzonej przez Murata, a z drugiej strony grupy Bessièresa, w skład której wchodził korpus Poniatowskiego (8 batalionów i 10 szwadronów – razem 3000 żołnierzy). Pod Czirikowem polski korpus natknął się na znacznie silniejszą grupę rosyjską Miłoradowicza (około 9000 żołnierzy). Doszło do bitwy, która trwała 6 godzin. Ulewa i nadchodząca noc przerwały walkę, a ponieważ znajdujący się nieopodal korpus kawalerii francuskiej dowodzony przez La Houssaye'a nie przybył wojskom polskim z pomocą, Miłoradowicz, korzystając z zapadających ciemności, zdołał się wycofać.

## Literatura
- Mała Encyklopedia Wojskowa, Wydawnictwo Ministerstwa Obrony Narodowej, Warszawa 1967, Wydanie I, Tom 1